# Nagelstein von Ermsleben

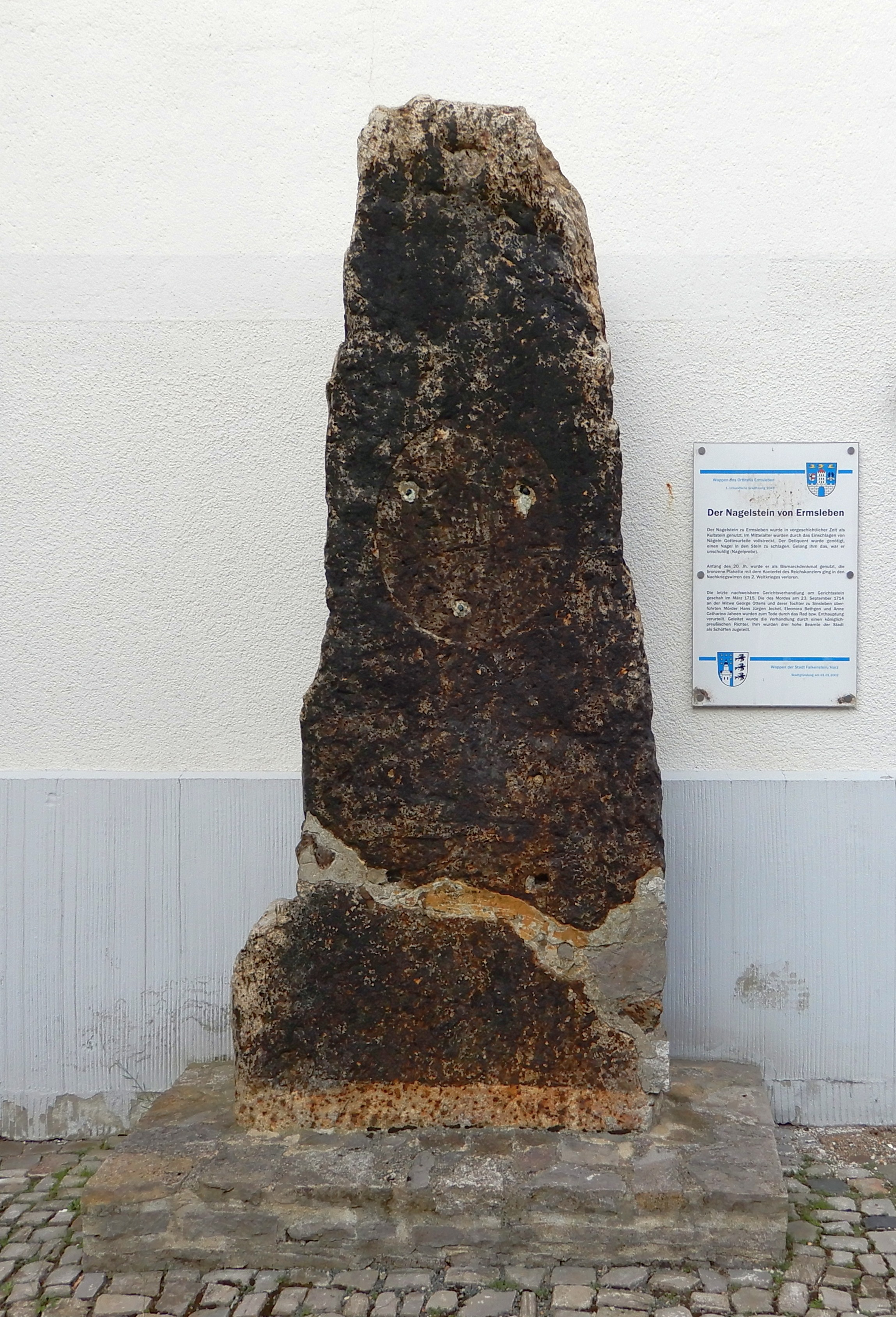
Der Nagelstein von Ermsleben

Der etwa 2,3 m hohe Nagelstein von Ermsleben steht auf dem Marktplatz von Ermsleben, einem Ortsteil von Falkenstein/Harz im Landkreis Harz in Sachsen-Anhalt an der Westseite des Rathauses. Er ist im unteren Drittel zerbrochen und war einst vermutlich größer. In seine Seiten und den oberen flachen Bereich wurden im Laufe der Zeit unzählige Nägel geschlagen. Nach der Form sollte es sich ursprünglich um einen Menhir handeln.
Verschiedene, sich teilweise widersprechende Sagen und Erzählungen ranken sich um den Nagelstein und die in ihm befindlichen Metallstifte. Angeblich wird der Stein bei Regen, vor allem bei Gewitter so weich, dass man in ihn mühelos einen Nagel einschlagen kann. Die Überlieferung stellt eventuell den Bezug zu einer vorchristlichen Gottheit her.
Als weltliche Erklärung wird in historischen Schriften erwähnt, dass der Steine Hohlräume habe, welche mit Ton gefüllt seien. Dieser Ton wird bei Regen weich und erlaubt an diesen Stellen das Einschlagen der Nägel. Relativ sicher ist, dass Nagelsteine in vorgeschichtlicher Zeit für kultische Handlungen genutzt wurden. 
Im Mittelalter diente der Stein als Hilfsmittel für Gottesurteile. Der Beschuldigte musste einen Nagel in den Stein schlagen. Wenn ihm dies gelang, galt er als unschuldig. Später hielt man am Nagelstein Gericht. Die letzte Verhandlung fand im März 1715 statt, wobei mehrere Personen wegen Mordes zum Tode verurteilt wurden. Im Jahr 1902 widmete man den Nagelstein zu einem Bismarckdenkmal um, nachdem der Stein am alten Schloss aufgestellt worden war. Die Konturen der Bronzeplatte und ihre Befestigung sind noch erkennbar. Nach Ende des Zweiten Weltkrieges ging die Tafel verloren.
Anfang der 1950er Jahre wurde der Stein in der DDR auch für ideologische Zwecke als  „Fünfjahrplandenkmal“ benutzt. Im Jahr 2005 wurde er an der Westwand des Rathauses aufgestellt und mit einer Informationstafel ergänzt.
Nagelsteine findet man in Sachsen (11), Sachsen-Anhalt und Thüringen (in Schnellmannshausen), sowie in Bayern (6).